# Пояна Маджоре
По̀яна Маджо̀ре (на италиански: Pojana Maggiore, може да се намира и неправилната форма Poiana Maggiore, на венециански: Pojana Majore, Пояна Майоре) е малко градче и община в Северна Италия, провинция Виченца, регион Венето. Разположено е на 14 m надморска височина. Населението на общината е 4336 души (към 2015 г.).